# Blaye
Blaye is een gemeente in het Franse departement Gironde (regio Nouvelle-Aquitaine). De stad is de hoofdplaats (onderprefectuur) van het arrondissement Blaye en van het gemeentelijk samenwerkingverband Communauté de Communes de Blaye. De gemeente telde 5.017 inwoners op 1 januari 2022.
Blaye ligt aan de Gironde. Omdat de scheepvaart van en naar Bordeaux er kan worden gecontroleerd, is Blaye al sinds de oudheid een versterkte plaats. Vandaar de aanwezigheid van de indrukwekkende citadel.
De stad is vooral bekend voor de 6000 hectare wijngaarden in de omgeving, die bordeauxwijnen geven met de AOC's blaye, côtes-de-blaye en blaye-côtes-de-bordeaux.
De Kerncentrale van Blayais is in de nabijheid van Blaye.

## Geschiedenis
De rotsachtige hoogte boven de Gironde werd in 25 v.C. door de Romeinen uitgekozen voor de bouw van een castrum. In 625 bouwden de Franken op deze plaats een eerste kasteel. Blaye werd in 848 geplunderd door de Vikingen die de Gironde opvaarden. De heerlijkheid Blaye was lange tijd in handen van het huis Rudel. Wegens zijn strategische ligging werd kasteel van Blaye een twistappel tussen Engelsen en Fransen tijdens de Honderdjarige Oorlog. Pas in 1452 veroverde een Frans leger Blaye definitief. Ook in de 16e eeuw, tijdens de Hugenotenoorlogen, kende Blaye oorlogsgeweld.
Blaye was een belangrijke halte op de bedevaartsroute naar Santiago de Compostella. Hier staken veel pelgrims per boot de Gironde over. In Blaye kwam er een hospitaal om de pelgrims te verzorgen. De stad dankte haar welvaart vooral aan haar haven en de handel in wijn.
In de 17e eeuw werd de Citadel van Blaye gebouwd. Hiervoor werden de karolingische kerk Saint-Romain en een deel van de buitenwijken afgebroken. De 19e eeuw vormde een bloeitijd voor de plaatselijke wijnbouw. De stad kende een transformatie, mede onder impuls van Georges-Eugène Haussmann die hier een tijdlang onderprefect was.

## Geografie
De oppervlakte van Blaye bedroeg op 1 januari 2022 6,42 vierkante kilometer; de bevolkingsdichtheid was toen 781,5 inwoners per km². De gemeente ligt op de rechteroever van het estuarium van de Gironde. Het Île Nouvelle in de Gironde maakt deels deel uit van de gemeente Blaye en deels van buurgemeente Saint-Genès-de-Blaye. Dit riviereiland heeft een oppervlakte van 265 ha. Het eiland is ontstaan door het samenkomen van het noordelijke Île Bouchaud met het Île Sans Pain in het zuiden.

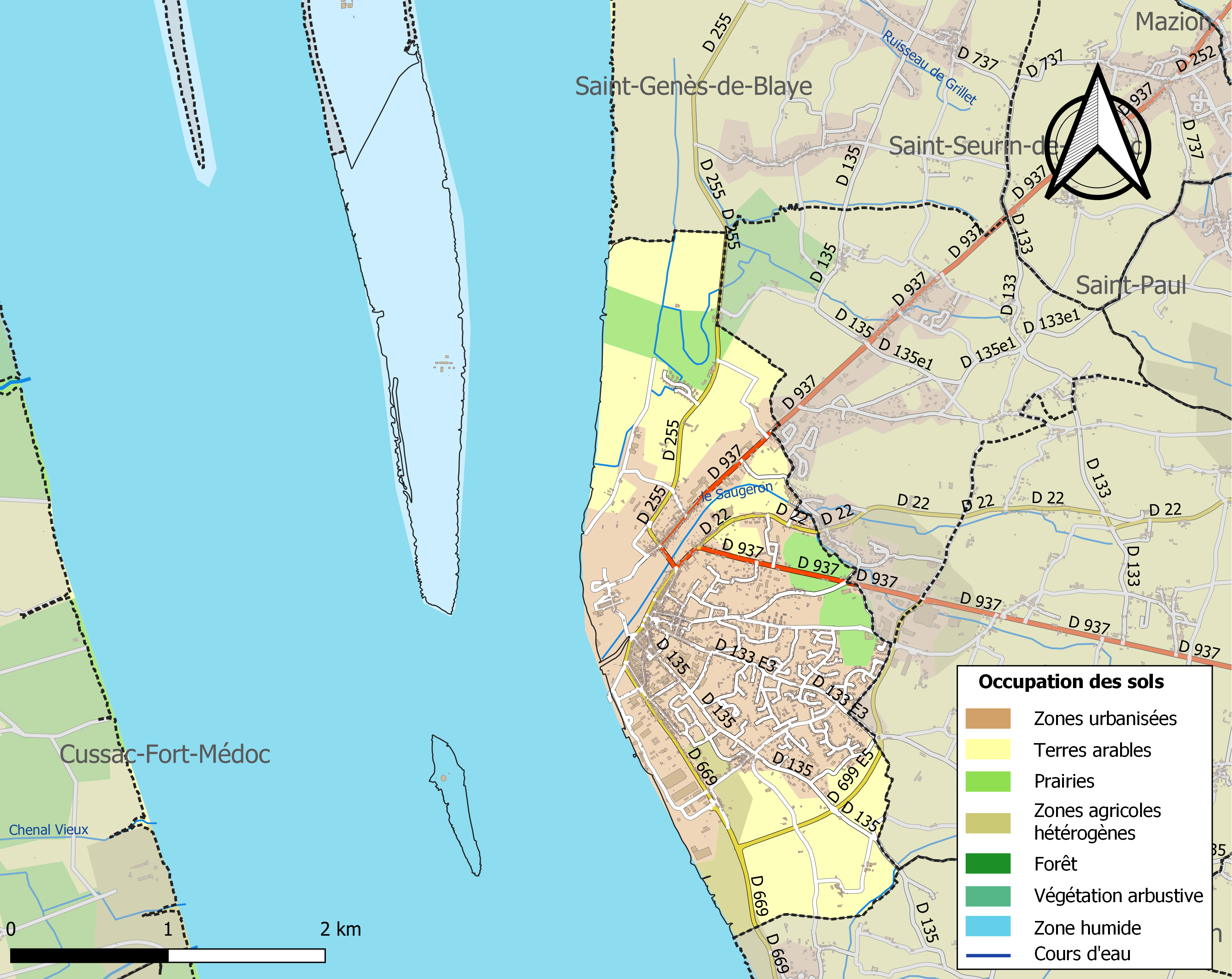
Kaart van de gemeente met belangrijkste infrastructuur, bodemgebruik en omliggende gemeenten

## Demografie
Onderstaande figuur toont het verloop van het inwonertal (bron: INSEE-tellingen).

## Citadel van Blaye
De Citadel van Blaye is een militair complex van in totaal 38 hectare, dat tussen 1680 en 1689 door de militair architect François Ferry is gebouwd, directeur-generaal van de fortificaties in Guyenne, onder toezicht van Vauban. De citadel ligt aan de Gironde tegenover de citadel van Cussac-Fort-Médoc. Samen moesten zij de haven van Bordeaux beschermen tegen vijandelijke schepen. De citadel heeft vier bastions en courtines en drie ravelijnen. Ze is omringd door een diepe gracht en er ligt een beschutte weg. Het geheel verkeert in goede en redelijk originele staat.

## Afbeeldingen

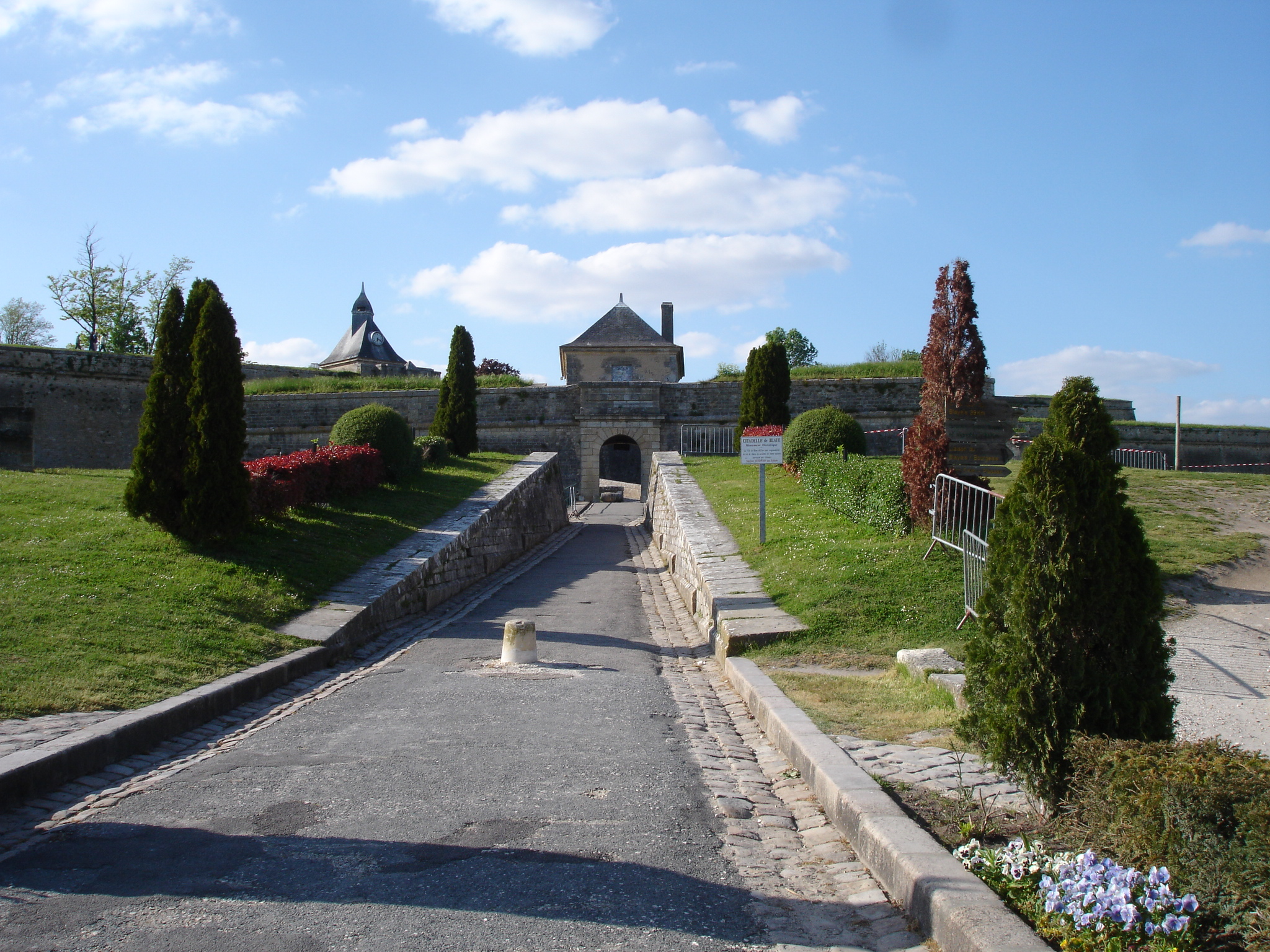
Entree Citadel van Blaye
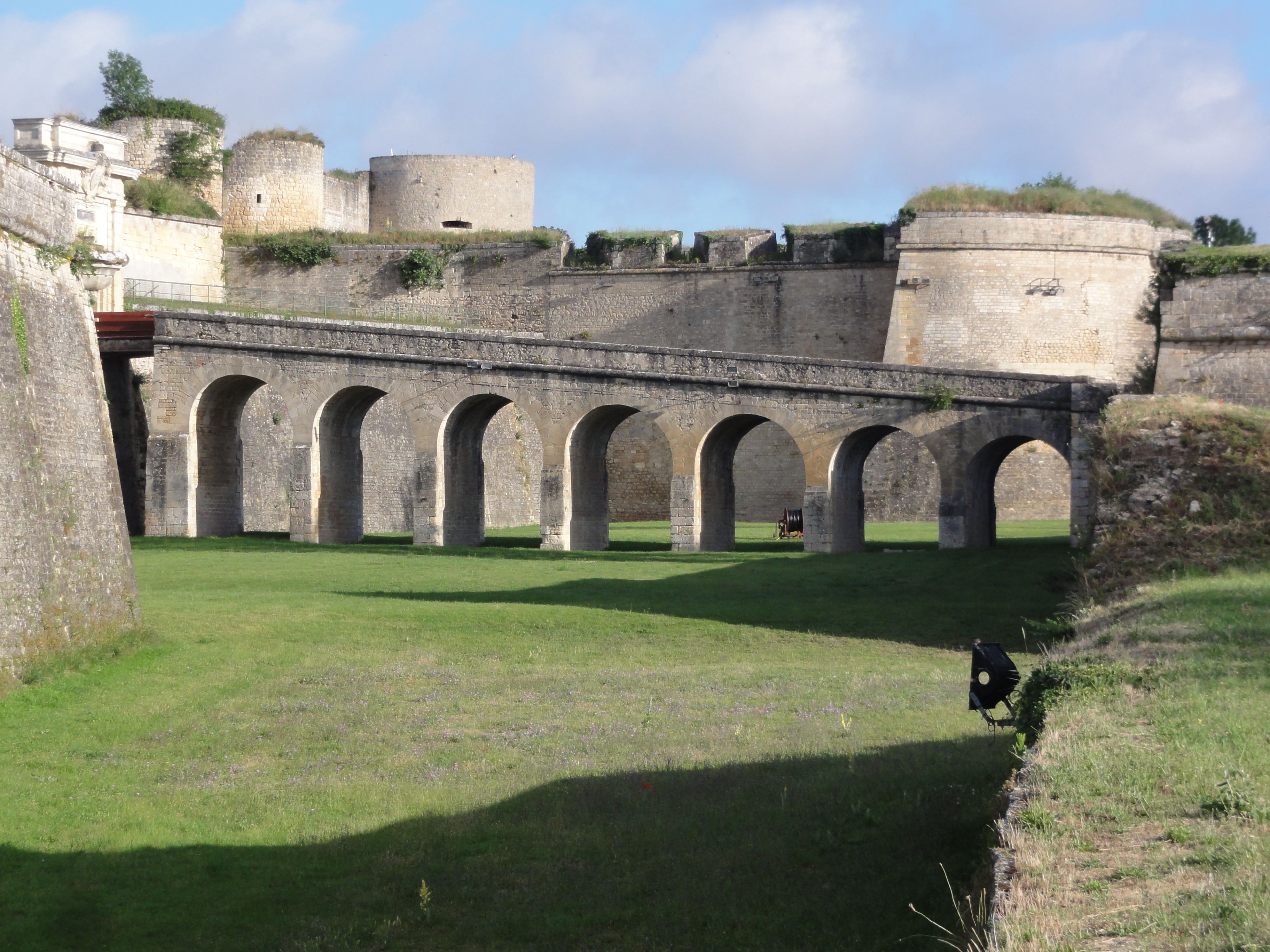
Citadel
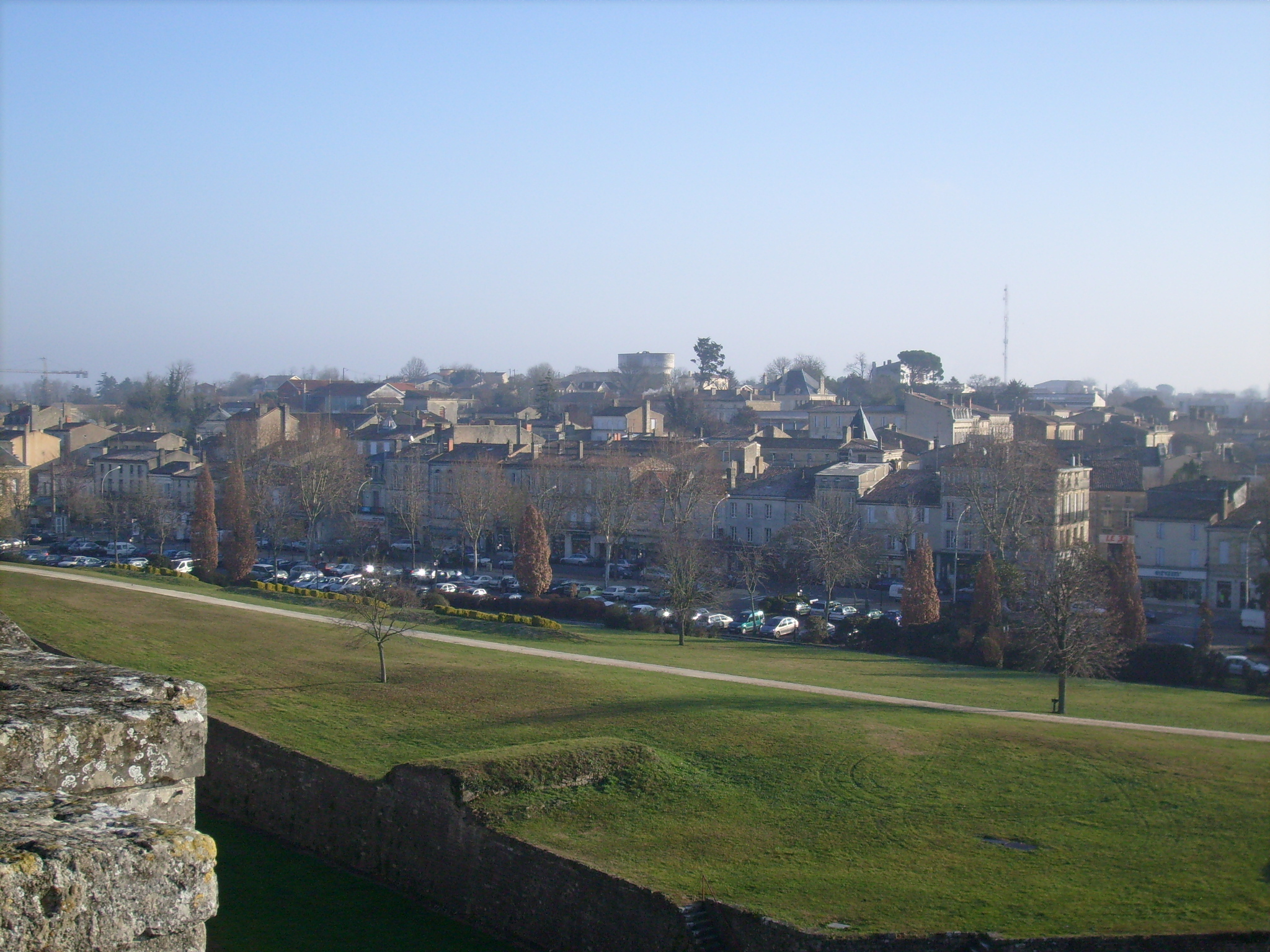
Gezicht op Blaye
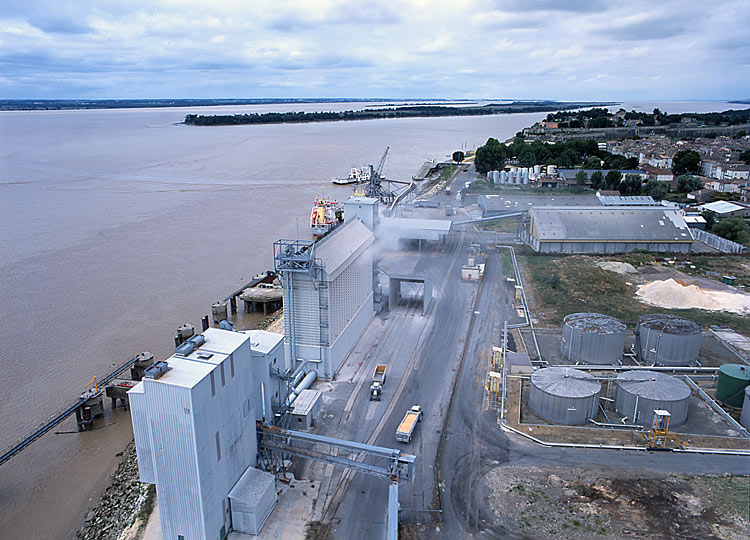
Haven